# کاسیانه
کاسیانه (به لهستانی:  Kasjany) یک روستا در لهستان است که در گمینا ناروکا واقع شده‌است.